# 中前所城
40°05′35″N 119°56′44″E / 40.09306°N 119.94556°E
中前所城位于中国辽宁省葫芦岛市绥中县前所镇，2006年被列为第六批全国重点文物保护单位。
中前千户所隶属广宁前屯卫，所城始建于明宣德三年（1428年），清乾隆四十年（1755年）重修。所城占地27.5万平方米，大致呈方形，东西528米，南北521米，东、西、南三面辟门，门外设瓮城。城墙高7～8米，基宽6.5米，顶宽4.2米。城内古建筑已基本不存，城墙尚基本保持原貌。